# Q版大英雄
《Q版大英雄》（英語：The Super Hero Squad Show）是一部由惊奇动画所制作的电视动画。源自於孩之宝的Ｑ版大英雄生產線，其角色皆由驚奇漫畫世界（惊奇宇宙）裡面加以Ｑ版化（super-deformed-style）。本系列動畫是由羅曼電影公司、Ingenious，和驚奇動畫工作室製作。
本作品在2009年9月13日（星期日早上8點半）在加拿大的Teletoon 進行全球首播。
美國卡通频道在隔日（2009年9月14日）到18日間，先行首播。 第二季於2010年10月23日早上6點半 (ET)。12月4日，在澳洲的一個免費兒童頻道ABC3也開始播出。
英國於2009年10月開始在NickToons播出。
香港於2011年7月4日開始在亞洲電視本港台播出，譯名為《超級英雄聯盟》。
台灣卡通頻道於2010年4月5日至7月26日間播放第一季。

## 登場角色

### 超級英雄天團

#### 第一季主要隊員

##### 鋼鐵人(Iron Man)
配音：Tom Kenny（美）、魏伯勤（台版第一季）→陳幼文（台版第二季）、利耀堂（港）
是超級英雄天團團長，同時也是科技超能力者。
台灣配音版有落英文。

##### 銀影俠(Silver Surfer)
配音：Mikey Kelley（美）、于正昇（台）
是能量超能力者。
於第26集跟著宇宙魔王回去。

##### 猎鹰(Falcon)
配音：Alimi Ballard（美）、李世揚（台）
是極速超能力者。

##### 浩克(Hulk)
配音：Travis Willingham（美）、符爽（台）
是蠻力超能力者。

##### 金鋼狼(Wolverine)
配音：Steven Blum（美）、林谷珍（台）
是動物超能力者，同時也是百變龍的導師。
台灣配音版常帶入一些台語。
個性火爆，初次當百變龍的導師讓金剛狼非常不滿，之後和百變龍的關係有變好。

##### 索爾(Thor)
是天候超能力者。
常說文言文。

#### 第二季主要隊員
除了銀色衝浪手外，其他的團員繼續留在天團。下列為第二季（第27集）後登場的主要隊員。

##### 緋紅女巫(Scarlet Witch)
配音：Tara Strong（美）、劉如蘋（台）
第一季為客串角色，第二季正式加入天團。
取代銀色衝浪手為能量超能力者。

#### 常任次要隊員

##### 百變龍(Reptil)
配音：Antony Del Rio（美）、劉如蘋（台）
金剛狼的徒弟，也是替代的動物超能力者。
個性好勝，非常逞強，脖子上掛著神劍碎片。

### 天團友方角色

#### 美國隊長(Captain America)
配音：Tom Kenny（美）、康殿宏（台）
台灣配音版有落廣東話。

#### 驚奇女士(Ms. Marvel)
配音：Grey DeLisle （美）、魏晶琦（台）

#### 超級英雄市長(Mayor of Superhero City)
配音：史丹·李（美）、符爽（台）

### 壞惡堡角色

#### 末日博士(Dr. Doom)
配音：Charlie Adler（美）、李香生（台灣版第一季）→陳幼文（台灣版第二季）

#### 魔多客(M.O.D.O.K.)
配音：Tom Kenny（美）、吳東原（台）

#### 惡煞(Abomination)
配音：Steven Blum（美）

#### 魅惑魔女(Enchantress)
配音：Grey DeLisle （美）、魏晶琦（台）

#### 黏糊屁哥
配音：魏伯勤（台）